# Cephalops incohatus
Cephalops incohatus är en tvåvingeart som beskrevs av Morakote 1990. Cephalops incohatus ingår i släktet Cephalops och familjen ögonflugor. Inga underarter finns listade i Catalogue of Life.